# Studley Royal
Studley Royal är en parkanläggning bestående av och utvecklad kring ruinerna av cisterciensklostret Fountains Abbey i North Yorkshire, Storbritannien. I parken finns även andra anläggningar från 1700-talet, såsom Studleys Royals vattenträdgård. Klostret och parken är sedan 1986 ett världsarv. 

## Historia

### Ursprung
Fountains Abbey grundades 1132 av 13 benediktinermunkar. De blev senare cisterciensmunkar. Efter klosterupplösningen 1539 av Henrik VIII, såldes klosterbyggnaderna och över 2 km² land av kronan till Sir Richard Gresham, en handelsman. Anläggningen gick sedan i arv flera generationer och såldes slutligen till Stephen Proctor som byggde Fountains Hall, troligen mellan 1598 och 1604. Denna byggnad, en uppseendeväckande elisabetansk herrgård, byggdes delvis av sten från ruinerna. Idag är två rum öppna för allmänheten.

### Utvecklingen av anläggningen
John Aislabie ärvde egendomen Studley 1693. Han var en socialt och politiskt ambitiös man som blev den första Torymedlemmen i Brittiska parlamentet för Ripon 1695 och blev 1718 kansler över Exchequer. 1720 slog katastrofen till. Aislabie var huvudsponsor för South Sea Company. Efter att denna finansiella operation kollapsade, uteslöts han från parlamentet och diskvalificerades på livstid från offentligt arbete.
Aislabie återvände till Yorkshire och hängav sig till skapandet av parken han påbörjat 1718. Efter hans död 1742, utvidgade hans son William hans planer, genom att han köpte resterna av klostret och Fountains Hall. Han utvidgade även landskapsområdet i pittoresk romantisk stil, vilket kontrasterade med formaliteten i hans fars arbete. Genom dem skapades vad som anses vara Englands viktigaste vattenträdgård från 1700-talet.
Efter Williams död, gick anläggningen vidare till hans dotter, sedan till hennes systerdotter. Den klarade sig undan större omändringar och  trädgården och parken köptes 1923 av Vynersläkten.
1966 köptes anläggningen av West Riding of Yorkshires countyfullmäktige och övertogs 1983 av National Trust 1983. Klosterdelen sköts idag av English Heritage på uppdrag av National Trust. 
1986 blev hela parken ett världsarv.
Förutom själva klostret och Fountains Hall har parken ett antal andra noterbara historiska delar.

### Studley Royals vattenträdgård
Vattenträdgården vid Studley är en av de mest välbevarade exemplen på en vattenpark från den georgianska eran i England.
Parken skapades av John Aislabie 1718. Den utvidgades av hans son, William, efter Aislabies död. William utvidgade anläggningen och köpte den intilliggande Fountains. Parkens elegant ornamenterade sjöar, kanal, tempel och vattenkaskader ger en dramatisk iögonfallande syn. Parken är även förärad med ett antal fantasifulla byggnadsverk inklusive ett nygotiskt slott och ett banketthus i  palladiansk stil.

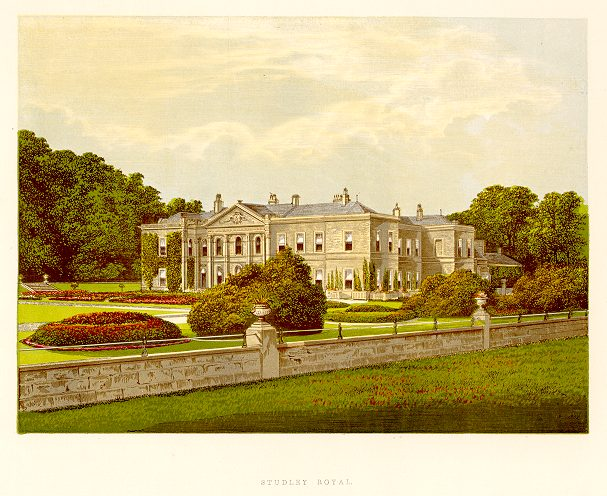
1500-talsbyggnaden vid Studley Royal, återuppbyggd efter en brand på 1700-talet i palladiansk stil, som den såg ut 1880. Byggnaden brann ned till grunden 1946.

### St Mary's kyrka och hjortparken
St Mary's kyrka var en av två, senviktorianska, minneskyrkor i Yorkshire, uppförda av George Robinsons familj till minne av Frederick Gratham Vyner. Den andra är Christ the Consoler kyrka i Skelton-on-Ure, och arkitekten för båda var William Burges. Vyner mördades av grekiska banditer 1870 och hans mor, Layd Mary Vyner, och hans syster, Lady Ripon, beslutade att använda den oanvända belöningen, att bygga två kyrkor i Vyners minne på deras respektive egendomar i Yorkshire.
Valet av Burges som arkitekt var troligen för deras samröre med hans största stöttare, John Crichton-Stuart och Vyner, som hade varit vänner i Oxford. St Mary's på Lady Ripons egendom i Studley Royal beställdes 1870 och arbete påbörjades 1871. Kyrkan konsekrerades 1878. Som vid Skelton, visar Burges design en förflyttning från hans föredragna tidig-franska stil, till en engelsk stil.
Kyrkan står i en medeltida jaktpark, hem för 500 hjortar och en stor flora och fauna. Jaktparken omslöt en gång Studley Royal House, men byggnaden blev till stora delar förstörd efter en brand i december 1716 och var tvungen att nästan helt återuppbyggas. Den nya byggnaden blev i sin tur härjad av branden 1946 och revs strax efter. Endast den stora stallbyggnaden, byggd mellan 1728 och 1732, har överlevt. Denna är idag privatägd. Fram till omkring år 2000 tillhörde den Paul Sykes, men har sedan dess köpts av författaren Susie Bulmer.

### Fountains Abbeys kvarn
Kvarnen är den enda spannmålskvarnen från 1100-talet i Storbritannien och är den äldsta 'intakta' byggnaden i anläggningen.

## Bildgalleri

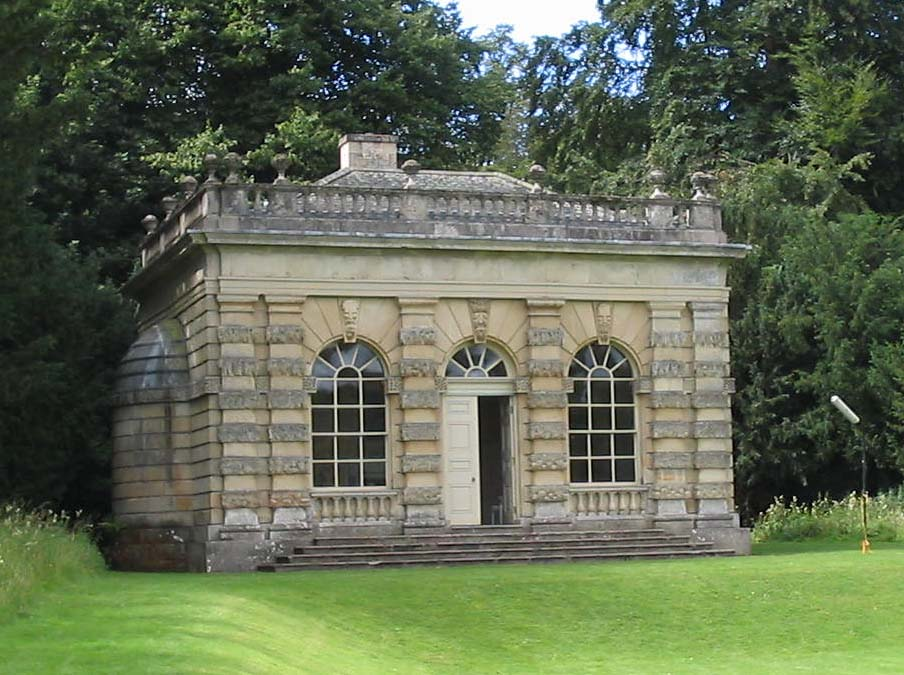
Banketthuset
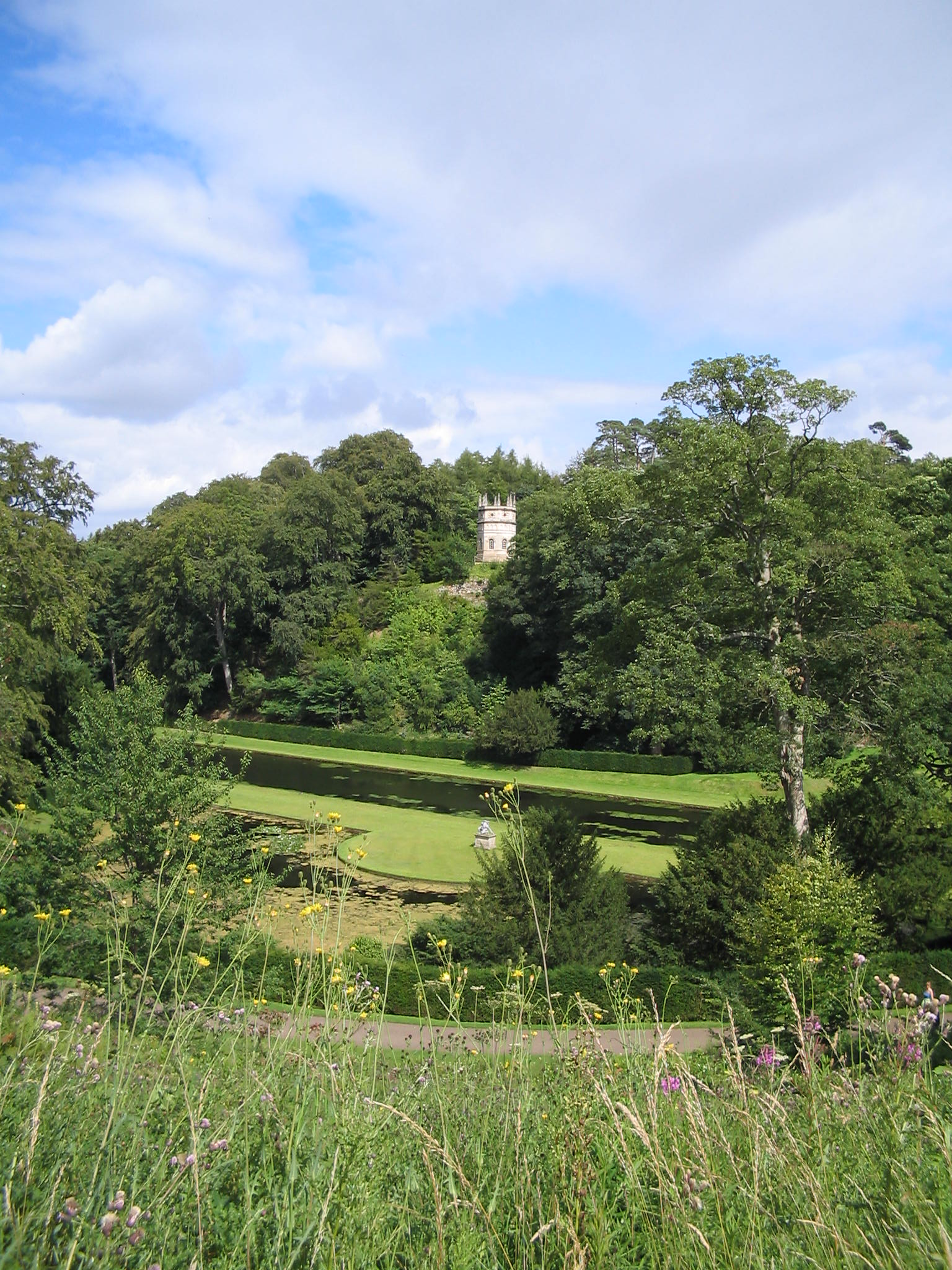
Vy över vattenparken
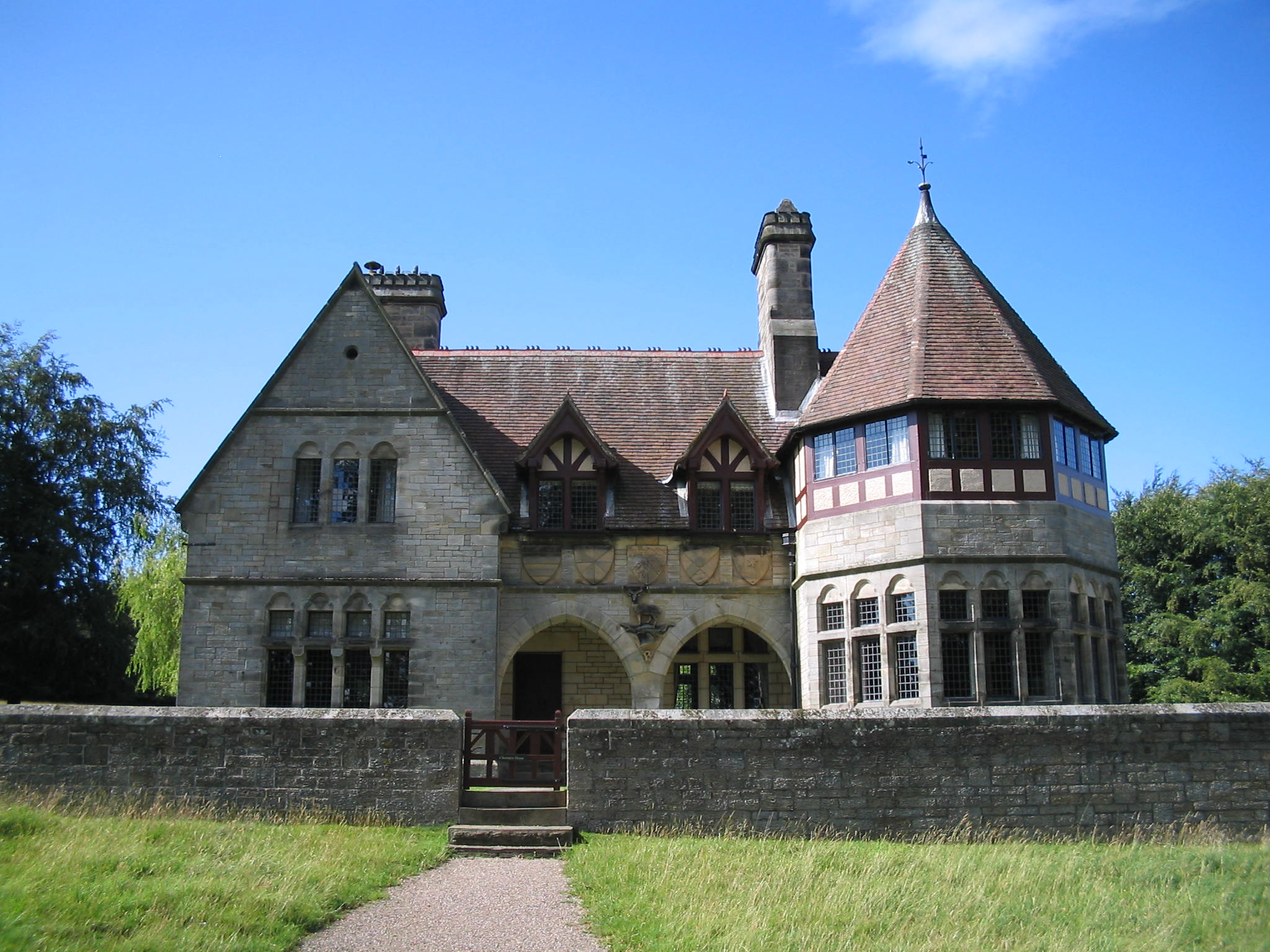
Choirster's House (beläget intill St Mary's kyrka)
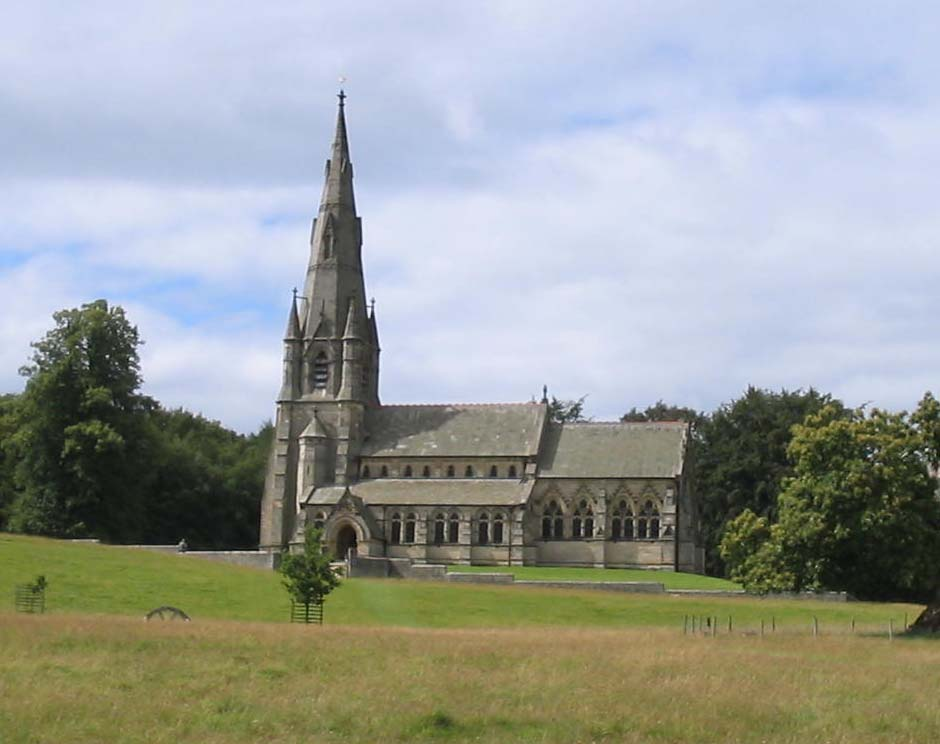
St. Mary's kyrka